# Circondario di Miesbach
Il circondario di Miesbach è uno dei circondari che compongono la Baviera.
Confina con l'Austria, oltre a confinare con i distretti bavaresi.

## Città e comuni
(Abitanti il 31 dicembre 2023)
| Comuni del circondario | Comuni 1. Miesbach (12 109) 2. Tegernsee (3 967) | Comuni 1. Bad Wiessee (5 134) 2. Bayrischzell (1 691) 3. Fischbachau (5 818) 4. Gmund a.Tegernsee (6 123) 5. Hausham (8 444) 6. Holzkirchen (16 719) 7. Irschenberg (3 331) 8. Kreuth (3 517) 9. Otterfing (4 806) 10. Rottach-Egern (5 778) 11. Schliersee (6 985) 12. Valley (3 446) 13. Waakirchen (5 843) 14. Warngau (3 819) 15. Weyarn (3 921) |